# Lee Ryan

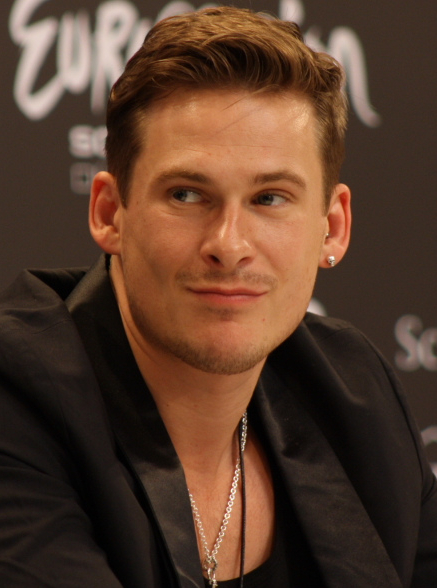
Lee Ryan (2011)

Lee Ryan (* 17. Juni 1983 in Chatham, Kent) ist ein britischer Sänger.

## Karriere
International bekannt wurde Ryan als Mitglied der Boygroup Blue, mit der er zwischen 2001 und 2005 mehr als 13 Millionen Tonträger verkaufte. Eine Kreativpause der Band nutzte er, um sich als Solokünstler zu etablieren. 
Im Juli 2005 erschien unter dem Titel Army of Lovers seine Debütsingle, mit der er in seinem Heimatland auf Anhieb Platz 3 der Charts erreichte. Auch mit dem eine Woche später veröffentlichten Debütalbum konnte er sich in Großbritannien in den Top 10 platzieren. Seine Single Real Love wurde außerdem als Abspannmusik des Films "Ice Age 2 – Jetzt taut’s" bekannt. 2019 ist er Teilnehmer der britischen Reality-TV Show "Celebs Go Dating". Von September bis November 2019 wollte er eine Rolle in dem Musical "Rip it Up the 70s" übernehmen und an der Musicaltour durch das Vereinigte Königreich teilnehmen.

## Diskografie

### Studioalben
| Jahr | Titel    | Höchstplatzierung, Gesamtwochen, AuszeichnungChartplatzierungen (Jahr, Titel, Platzierungen, Wochen, Auszeichnungen, Anmerkungen) | Höchstplatzierung, Gesamtwochen, AuszeichnungChartplatzierungen (Jahr, Titel, Platzierungen, Wochen, Auszeichnungen, Anmerkungen) | Höchstplatzierung, Gesamtwochen, AuszeichnungChartplatzierungen (Jahr, Titel, Platzierungen, Wochen, Auszeichnungen, Anmerkungen) | Höchstplatzierung, Gesamtwochen, AuszeichnungChartplatzierungen (Jahr, Titel, Platzierungen, Wochen, Auszeichnungen, Anmerkungen) | Höchstplatzierung, Gesamtwochen, AuszeichnungChartplatzierungen (Jahr, Titel, Platzierungen, Wochen, Auszeichnungen, Anmerkungen) | Anmerkungen                          |
| Jahr | Titel    | DE | AT | CH | UK | US | Anmerkungen                          |
| ---- | -------- | --- | --- | --- | --- | --- | ------------------------------------ |
| 2005 | Lee Ryan | DE79 (2 Wo.)DE | — | CH61 (3 Wo.)CH | UK6 Silber · (8 Wo.)UK | — | Erstveröffentlichung: 1. August 2005 |

### Singles
| Jahr | Titel Album                   | Höchstplatzierung, Gesamtwochen, AuszeichnungChartplatzierungen (Jahr, Titel, Album, Platzierungen, Wochen, Auszeichnungen, Anmerkungen) | Höchstplatzierung, Gesamtwochen, AuszeichnungChartplatzierungen (Jahr, Titel, Album, Platzierungen, Wochen, Auszeichnungen, Anmerkungen) | Höchstplatzierung, Gesamtwochen, AuszeichnungChartplatzierungen (Jahr, Titel, Album, Platzierungen, Wochen, Auszeichnungen, Anmerkungen) | Höchstplatzierung, Gesamtwochen, AuszeichnungChartplatzierungen (Jahr, Titel, Album, Platzierungen, Wochen, Auszeichnungen, Anmerkungen) | Höchstplatzierung, Gesamtwochen, AuszeichnungChartplatzierungen (Jahr, Titel, Album, Platzierungen, Wochen, Auszeichnungen, Anmerkungen) | Anmerkungen                            |
| Jahr | Titel Album                   | DE | AT | CH | UK | US | Anmerkungen                            |
| ---- | ----------------------------- | --- | --- | --- | --- | --- | -------------------------------------- |
| 2005 | Army of Lovers Lee Ryan       | DE29 (9 Wo.)DE | AT41 (6 Wo.)AT | CH49 (3 Wo.)CH | UK3 (10 Wo.)UK | — | Erstveröffentlichung: 18. Juli 2005    |
| 2005 | Turn Your Car Around Lee Ryan | DE52 (9 Wo.)DE | AT41 (9 Wo.)AT | — | UK12 (8 Wo.)UK | — | Erstveröffentlichung: 10. Oktober 2005 |
| 2006 | When I Think of You Lee Ryan  | — | — | — | UK15 (5 Wo.)UK | — | Erstveröffentlichung: 30. Januar 2006  |
| 2006 | Real Love Lee Ryan            | DE56 (9 Wo.)DE | — | CH74 (2 Wo.)CH | — | — | Erstveröffentlichung: 7. April 2006    |
| 2010 | I Am Who I Am/Secret Love –   | — | — | — | UK33 (2 Wo.)UK | — | Erstveröffentlichung: 4. Juli 2010     |

Weitere Singles
- 2007: Reinforce Love